# Birth Control
Birth Control byla německá hard rocková skupina. Skupina vznikla v srpnu roku 1968 v Berlíně na základech berlínských skupin Earls a Gents. Zakládající členové byli Bernd Koschmidder, Reinhold Sobotta, Rolf Gurra, Fritz Gröger, Klaus Orso, Reiner Borchert a Hugo Egon Balder.
Koncem 60. let byl pojem "kontrola porodnosti" (anglicky Birth Control) velmi frekventovaný ve spojitosti s papežovou encyklikou Humanae Vitae.
Skupina vydala několik alb a v roce 1984 se rozpadla.
Zpočátku se kapela prezentovala jako coverband, hlavně tituly od Julie Driscoll.
Po prvních personálních změnách: Balder a Orso skupinu opustili, přišel Bernd Noske, kapela přijala počátkem roku 1969 tříměsíční angažmá v bejrútském v nočním klubu. Kytarista Borchert poté zůstal v Libanonu, nahradil ho Bruno Frenzel. Poté, co byl na podzim odejit z kapely Fritz Gröger, začala kapela nahrávat vlastní kusy. Koncem roku odešel Rolf Gurra.
Kapela byla jako jediná německá skupina pozvána na Super Concert '70 v Berlíně, kde účinkovali např. Jimi Hendrix, Ten Years After a Procol Harum. K tomu kapela účinkovala ve dvou filmech a to: v upírské komedii a ve filmu s Ingrid Steeger.
V únoru 1970 vydala stejnojmenné debutové album. Vyšlo v nezvyklém obalu, v kulaté dóze připomínající krabičku antikoncepčních prášků.
V roce 1970 vyšlo druhé album Operation. Na obalu byl zobrazen papež s monstrem požírajícím děti. Jiný obal alba v anglicky mluvících zemích vyvolal dokonce stávku zaměstnanců distribuční firmy, kteří odmítli dávat desky do obalu, protože na něm byli zobrazeny kondomy. Tato publicita se nakonec postarala o pozvání ke koncertování do Anglie, jako první německé kapely do londýnského klubu Marquee. Ihned následovalo pozvání ke koncertu do francouzského Cannes.
Od začátku působení se kapela prosazovala energickou rockovou hudbou, která byla do té doby obvyklá jen u anglických formací. Po jejich druhé LP desce Operation (1971) a několika personálních změnách přešla kapela k vydavatelství CBS a představila v lednu 1973, pro kapelu průlomového roku, v novém obsazení třetí studiové album Hoodoo Man.
Na albu obsažená desetiminutová skladba Gamma Ray se rychle stala poznávací melodií kapely. Tato skladba pak v 90. letech opanovala techno scénu.
V kapele tehdy hráli Bernd Noske (dr), Wolfgang Neuser (kb), Bruno Frenzel (g) a Bernd Kaschmidder (b). Kritici srovnávali jejich hudební styl s kapelami jako Deep Purple, Led Zeppelin nebo Emerson, Lake & Palmer, ale v popředí stála stylistická jistota, se kterou kvartet hledal a také našel cestu mezi svými britskými vzory. Ještě lépe to lze slyšet na studiovém albu č.4 Rebirth (1974), kde se Birth Control prezentovali už jako kvintet s novými členy, a to Dirk Steffens na druhou kytaru, u basy vystřídal Kaschmiddera Peter Föller. Nový klávesista Zeus B. Helder přinesl svou hrou akcenty, které ve hře kapely ještě chyběly. Na podzim 1974 jela kapela koncertní turné po Německu a upevnila si pověst německé Live kapely č.1 (Musik Express). Krátce na to bylo vydáno živé dvojalbum se sestřihem těchto koncertů, při kterých se kapela málokdy dostala pod 3 a půl hodiny na koncert. Dirk Steffens už této době nebyl v sestavě. Na albu Plastic People z roku 1974 už kapela hrála opět v osvědčené sestavě jako kvartet: Frenzel, Föller, Noske a Held. Vybroušená souhra přinesla fanouškům skladby, které se zařadily mezi milníky rockové hudby. Ve druhé polovině 70. let se začaly solidní základy kapely pomalu rozpadat. Kapela zčaly koketovat se symfonickou složkou a slibovala si od přechodu k mladému labelu Brain více impulzů pro další vývoj kapely. To nepřineslo žádné výsledky. Personální změny: Horst Stachelhaus nahradil 1977 Föllera, Manni von Bohr (oba z kapely Message) se staral jako bubeník o to, aby se Noske mohl více zabývat zpěvem, a dále nízká prodejnost alb vedly nakonec k tomu, že z kapely zbyli jen Bernd Noske a Bruno Frenzel, který však roku 1983 zemřel na následky úrazu elektrický proudem. Kapela tím ztratila svého hlavního skladatele a textaře.
Jako perličku lze zmínit účinkování Hugo Egona Baldera, v Česku dobře známého moderátora lehce erotického pořadu Tutti Frutti televizní stanice RTL, vysílaného často v ČT krátce po převratu.
Kapela byla obnovena až v roce 1993, rozpuštěna byla v roce 2014.

## Diskografie
- Birth Control (1970)[1]
- Operation (1971)
- Believe in the Pill (Best of…) (1972)
- Hoodoo Man (1972)
- Knock Knock. Who's There (1973)
- Rebirth (1973)
- Goldrock (1973)
- Live (1974)
- Plastic People (1975)
- Backdoor Possibilities (1976)
- Live (1977)
- The Best Of (1977)
- Increase (1977)
- The Best Of (Vol. 2) (1978)
- Titanic (1978)
- Rock on Brain (1978)
- Live 79 (1979)
- Count on Dracula (1980)
- Deal Done at Night (1981)
- Bäng! (1982)
- Gamma Ray (Special Mix) (1989)
- The Very Best Of (1990)
- Condomium (1994)
- Two Worlds (1995)
- Jungle Life (1996)
- Definitive Collection (1996)
- Getting There (1998)
- Crazy Nights (Studio Session) (1998)
- Live Abortion (2000)
- Live in Lachendorf (2000)
- Alsatian (2003)
- Live in Fulda (2004)
- 35th Anniversary - Live At Rockpalast (2005)
- We are Family (2009)